# Meldug
Meldug er en plantesygdom forårsaget af medlemmer af Meldugfamilien (Erysiphaceae), der er en stor gruppe af sæksvampeslægter, der er parasitter på levende blade og skud. Meldugsvampene danner en hvidgrå belægning på de angrebne blade, og det har givet disse svampe navnet "meldug".

## Formering
Meldug formerer sig både kønnet og ukønnet. Kønnet formering sker via frugtlegemer (cleistothecier), hvor genetisk rekombination finder sted. Meldug skal tilpasse sig til sin vært for succesfuld infektion.
Under optimale forhold modnes sporesække og disse frigives for at initiere nye infektioner. Betingelser, der er nødvendige for sporemodning, er forskellige fra art til art. Ved ukønnet formering er modersvampen og afkommet genetisk identiske. Ukønnet formering er den fremherskende form for formering når det gælder spredning af melduginfektioner i hvede og byg arter sammenlignet med kønnet formering.  Til gengæld resulterer kønnet formering i holdbare og modstandsdygtige overvintrende sporer, produceret i frugtlegemer. Disse sporer er mørke (for at beskytte mod UV-bestråling), runde og tykvæggede (for at beskytte mod frostskader), hvilket giver dem evnen til at overleve hele vinteren. De vil spire i foråret of forårsage nye infektioner.

### Spredning af meldug
Meldug behøver ikke en vektor for at spredes. Sporerne spredes normalt via vinden fra spredningsstedet til et nyt infektionssted.

## Meldug som problem i landbrug og gartnerierhvervene
Meldugsvampe kan trives i drivhuse, hvor der skabes et ideelt fugtigt, tempereret miljø, hvor sygdommen kan spredes. I landbrugs- eller gartnerierhvervene kan patogener kontrolleres ved hjælp af kemiske bekæmpelsesmetoder, bioorganiske bekæmpelsesmetoder og genetisk resistens. Det er vigtigt at være opmærksom på meldug og dens håndtering, da den resulterende sygdom kan reducere det afgrødeudbyttet betydeligt.

## Bekæmpelsesmetoder
I et landbrugerhvervet kan patogenet kontrolleres ved hjælp af kemiske bekæmpelsesmetoder, genetisk resistens og omhyggelige landbrugsmetoder.

### Forebyggelse
Man kan finde meldugresistente sorter i frøkataloger og veksle mellem resistente sorter og ikke resistente sorter. Denne vekslen mellem sorter har vist sig at forhindre patogenresistens i solsikkesorter.
En anden måde at forebygge melduginfektioner på er ved at reducere fugtigheden ved at give plads mellem planterne til luftstrøm og ved at beskære planterne.

### Konventionel kemisk bekæmpelse
Brug af standard fungicider er en effektiv måde at bekæmpe meldug på planter. Det anbefales at påbegynde sprøjtning med konventionelle fungicider, når meldugsymptomer og tegn herpå først opdages. Brug af konventionelle fungicider bør foretages regelmæssigt for bedst mulig bekæmpelse af sygdommen.
Det er muligt at benytte bekæmpelsesmidlerne triadimefon og propiconazol. Det er også muligt at anvende hexaconazol, myclobutanil og penconazol.

### Ukonventionel kemisk bekæmpelse
Der findes også ukonventionelle kemiske bekæmpelsesmetoder, der har alternative virkemåder.  De mest effektive ukonventionelle metoder til kemisk bekæmpelse af meldug er ved brug af mælk, naturligt svovl (S8), kaliumbicarbonat, metalsalte og olier. 
 Metalsalt fungicider bør påføres regelmæssigt indtil høst af værtsplanten. Svovl skal påføres før sygdommen er opstået, da det forhindrer svampesporer i at spire. Kobbersulfat er et effektivt fungicid, der er tilladt i økologisk landbrug, men det kan til gengæld forårsage skade på værtsplanten. Tilsætning af vil dog kalk hæmme den skadelige effekt af kobbersulfat.
Neem olie bekæmper effektivt meldug hos mange planter ved at påvirke svampens stofskifte og stoppe sporeproduktionen. Svovl, fiskeolie og sesamolie er en blanding, der også er effektiv mod meldug.
Mælk har længe været populær blandt mindre økologiske planteavlere som behandling mod meldug. Mælken fortyndes med vand (typisk 1:10) og sprøjtes på inficerede planter ved det første tegn på infektion, eller som en forebyggende beskyttelse, med gentagende ugentlig påføring, der ofte kontrollerer eller bekæmper sygdommen helt. Undersøgelser har vist, at mælkens effektivitet er sammenlignelig med nogle konventionelle fungicider, og bedre end benomyl og fenarimol ved højere koncentrationer. Mælk har vist sig effektiv til behandling af meldug hos sommersquash, græskar, vindruer, og roser. Den nøjagtige virkningsmekanisme er ukendt, men en kendt effekt er, at ferroglobulin, et protein i valle, producerer oxygen radikaler, når det udsættes for sollys, og kontakt med disse radikaler er skadelig for svampen .
Fortyndede sprays indeholdende natriumbikarbonat (bagepulver) og vegetabilske eller mineralske olier i vand anbefales ofte til bekæmpelse af meldug, men sådanne blandinger har begrænset og varierende effektivitet. Mens natriumbikarbonat har vist sig at reducere væksten af meldug i laboratorietests, er spray, der kun indeholder bagepulver og vand, ikke effektive til at kontrollere og bekæmpe svampesygdomme på inficerede planter, og høje koncentrationer af natrium er skadelig for planter.
Kaliumbikarbonat er et effektivt fungicid med lav toksicitet mod meldug og æbleskurv.
En anden ikke-konventionel kemisk behandling involverer behandling med en opløsning af calciumsilikat. Silicium hjælper plantecellerne med at forsvare sig mod svampeangreb ved at nedbryde haustorium og ved at producere callose og papil. Med siliciumbehandling er epidermale celler i hvede mindre modtagelige for meldug.

## Eksternt link
- Havenyt:Meldug